# Resupinus coloni
Resupinus coloni är en kräftdjursart som beskrevs av Thomas och J. L. Barnard 1986. Resupinus coloni ingår i släktet Resupinus och familjen Megaluropidae. Inga underarter finns listade i Catalogue of Life.